# 伊禮門悟
伊禮門 悟（いれいじょう さとる、1994年12月22日 - ）は、日本の実業家、プロデューサー、著述家、作詞家。株式会社BiS代表取締役。アメリカンカルチャーを取り入れたセレクトストア「Jackson Square（ジャクソンスクエア）」、桐箱入り高級スカジャンブランド「JacksonSquare Tokyo Shibuya（ジャクソンスクエア トウキョウ シブヤ）」、高級レザーブランド「TOUR RECORD（トゥール レコード）」のプロデューサーとしても知られるほか、自伝的著書や映像作品の制作にも携わっている。

## 経歴
神奈川県綾瀬市出身。2021年に株式会社BiSを創業し、代表取締役に就任。青年期よりアメリカ文化やファッションに強い関心を持ち、渡米経験を経て、日本国内でセレクトストア事業を立ち上げる。
2024年、代官山に構えるセレクトストア「Jackson Square（ジャクソンスクエア）」では、雑貨、アート、ヴィンテージアイテムなどを展開し、話題となる。マスコット犬の“マックス”（アメリカンブリー）も人気を博している。
2025年には西新宿にて、桐箱入り高級スカジャンブランド「JacksonSquare Tokyo Shibuya（ジャクソンスクエア トウキョウ シブヤ）」、高級レザーブランド「TOUR RECORD（トゥール レコード）」を展開。

## 人物
自由な価値観と実行力を武器に、異文化を日本に融合させたライフスタイル提案を行うことで知られる。ストリート文化と高級感を融合させたブランドプロデュース力に定評があり、ファッション、インテリア、エンタメなど多岐にわたる事業展開をしている。

## 事業・活動
- 株式会社BiS 代表取締役
- 株式会社ディケイター 代表取締役
- Jackson Square[1] プロデューサー
- JacksonSquare Tokyo Shibuya[2] プロデューサー
- TOUR RECORD[3] プロデューサー
- 地域・文化プロモーション活動（神奈川県、代官山を中心としたイベント等）
- 一般社団法人プロモーション戦略協会 代表理事

## 著書
- 『遠回りしても大丈夫。』[4]（2023年） - 自身の過去や挫折、挑戦と再起を描いた自伝。独自の人生観と実業家としての哲学を綴る内容が共感を呼び、2025年に増刷が決定。
- 『夢を追う君たちへ 〜夢が人生を創る〜』[4]（2025年） - 第2弾著書。荒れた少年時代を乗り越え、数々のビジネスを成功に導いてきた著者が、夢を持つことの意味と、夢に向かって生きることの大切さを若者たちに向けて綴った一冊。

## 映画化
2025年、自伝『遠回りしても大丈夫。』の映画化プロジェクトが始動。自身の若き日の挫折、仲間との出会い、そして事業成功までを描いたヒューマンドラマで、脚本・プロデュースにも関わっている。

## メディア出演・掲載
- TOKYO FM、InterFMなどのラジオ出演
- TOKYO MX「杉村太蔵の情熱先生TV」[5]
- TOKYO MX「情熱料亭 すぎ村」[6]